# San Diego (Teksas)
San Diego je grad u američkoj saveznoj državi Teksas. Prema popisu stanovništva iz 2010. u njemu je živjelo 4.488 stanovnika.